# Laufkraftwerk Staning
Das Laufkraftwerk Staning ist ein zwischen den Ortschaften Staning und Hainbuch gelegenes Enns-Laufwasserkraftwerk der Ennskraftwerke AG.

## Errichtung
Es wurde zwischen 1941 und 1946 errichtet und zwischen 1983 und 1985 modernisiert. Bei der Modernisierung wurden maschinenweise Laufräder und Generatoren getauscht. Im Jahr 2000 erfolgte eine weitere Modernisierung.

## Technik
Das Kraftwerk verfügt über drei Maschinensätze mit Kaplan-Turbinen und Schenkelpolmaschinen. Die Turbinen weisen eine maximale Durchflussmenge von 345 m³/s auf, wodurch eine installierte Leistung von 43,2 MW erreicht wird. Die bereitgestellte elektrische Energie wird über Maschinentransformatoren in das 110-kV-Verbundnetz eingespeist.

## Sonstiges
Das Kraftwerk wurde schon beim Bau mit einer Fischtreppe ausgestattet und es verfügt über ein Informationszentrum zu den Aktivitäten des Betreibers.